# Dinko Husadžić Sansky
Dinko Husadžić Sansky (Sanski Most, 1965.), je hrvatski književnik, jazz kritičar te profesor hrvatskog jezika i književnosti u Velikoj Ludini.

## Životopis
Rođen je 1965. godine u Sanskom Mostu Bosna i Hercegovina, gdje završava osnovnu i srednju školu. U vrijeme studentskih dana, u Osijeku, počinje ozbiljnije pisati uglavnom poeziju i kratke priče. Surađuje s pop sastavima Paradox (Sanski Most), Pukovnik Daniel (Osijek) i Strogo povjerljivo (Banja Luka), pišući tekstove i svirajući gitaru. Devedesetih godina ostvaruje suradnju s Likovnom skupinom Petrović iz Rešetara kod Nove Gradiške, učeći tehnike ulja, pastela i akvarela od slavonskih umjetnika kao što su Andrija Blažić i Ivan Jelančić. Sudjeluje na niz likovnih predstavljanja kako sa skupinom Petrović tako i samostalno. Izlaže u Novoj Gradiški, Slavonskom Brodu, Osijeku, Velikoj Ludini, Popovači, Kutini, Sanskom Mostu, Zagrebu, Budimpešti, Bratislavi, Plzenu, Dresdenu i drugdje.Predaje književnost u školama u Davoru i Novoj Gradiški, a od 1995. u školi u Velikoj Ludini, gdje i sad živi.

## Književno stvaralaštvo
U književnom stvaranju obilato koristi i isprepliće glazbu, slikarstvo i književnost te uspomene na djetinjstvo u Trnovi i Sanskom Mostu. Godinama intenzivno piše o jazz glazbi surađujući u zagrebačkom časopisu Cantus, Sisačkom novom tjedniku, na portalima Jazz.hr, Mixer.hr, Jazzin.rs i Barikada.com, objavljujući više od stotinu prikaza jazz koncerata i albuma, najviše o hrvatskoj jazz glazbi, ali i prateći slovensku, srpsku i bosanskohercegovačku jazz scenu, osobito rad Sinana Alimanovića. Sjajnu suradnju ostvaruje s urednikom i jazz novinarom Davorom Hrvojem (Cantus, Jazz.hr),  Igor Polakom (Mixer.hr), a i s velikim kroničarom glazbene scene Dragutinom Matoševićem iz Tuzle (Barikada.com). Veliki broj tekstova objavio je o Siscia Jazz Clubu i gipsy swing glazbi Damira Kukuruzovića iz Siska. Autor je romana U potrazi za izgubljenom tajnom (2006.) i Pametno potroši dan (2007.) te knjige o jazz glazbi Pogled na jazz / Zapisi iz jazz svemira  (2009.) Sve tri knjige objavio je zagrebački nakladnik Nova Knjiga Rast.

## Osvrti
U POTRAZI ZA IZGUBLJENOM TAJNOM (Nova Knjiga Rast, Zagreb, 2006.) 
Roman u kojem se D.H. Sansky poigrava s temom potrage tražeći uspomene iz mladih dana, kroz likove četvorice prijatelja koji se nakon niza godina sastaju pred Dabrovom Jamom. Iskopavaju igračke, davno pospremljene na tom mjestu, a tragom Mape koju im je ostavio prijatelj Pjesnik, tragaju za izgubljenom tajnom. Na mjestu gdje su očekivali pronaći tajnu, pronalaze samo ostatke Pjesnikova tijela. Zagonetna ubojstva, neobični događaji, potraga…u pariškom Louvru, po kanalima Venecije, zlatnim ulicama Praga, po moslavačkim bregima, u Neuropsihijatrijskoj bolnici u Popovači…poput mozaika slažu se naizgled razbacana poglavlja i tjeraju nas u svojevrsnu potragu za izgubljenom tajnom.
PAMETNO POTROŠI DAN (Nova Knjiga Rast, Zagreb, 2007.) 
Roman Pametno potroši dan je druga Dinkova knjiga. Eduard Edo Cindrić, pisac predgovora napisao je: 
…novi roman možemo shvatiti i kao nastavak prvog, s određenim odmakom, jer teme i priče se razlikuju, ali poveznicu čine već poznati likovi i potraga…u novom romanu to je potraga za Pješčanim satom, koji je metafora prolaska vremena koje nam svima „curi kroz prste na rukama“…Dinko poseže u prošlost i djetinjstvo glavnog junaka stavljajući ga u kontekst imaginarnog razgovora s dječakom u sebi, gotovo kao na kauču iskusnog psihijatra, i tu se rješava gomila jednadžbi s puno nepoznanica…kamo to idemo i kako trošimo dane koji su nam preostali… 
Prema motivima iz ova dva romana snimljen je igrani film U potrazi prikazan na filmskim festivalima u Milanu, Zagrebu i Ebensseu, Austrija.
POGLED NA JAZZ / ZAPISI IZ JAZZ SVEMIRA (Nova Knjiga Rast, Zagreb, 2009.)
Knjiga proizašla iz dugotrajnog praćenja jazz glazbe i pisanja o njoj. Prvi dio knjige bavi se poviješću svjetskog jazza, drugi dio govori o povijesti hrvatskog jazza, a treći je skup prikaza koncerata,recenzija albuma i drugih jazz događanja koje je autor objavljivao po već gore navedenim medijima. 
Pisac predgovora Davor Hrvoj, profesionalni jazz novinar i urednik iz Zagreba, napisao je: 
…autor je napisao knjigu o jazzu, pojasnivši osnovne značajke i karakteristike miljea u kojem nastaje. Kroz događaje kojima je nazočio objašnjava kako i zašto su osobe iz tog kruga, poput njega, zaslijepljene iskrom koja pobuđuje strast, kako su neizlječivo zaraženi virusom jazza, kako postaju jazz fanovima-kojima jazz postaje sastavnim dijelom svakodnevnog života,moto,sudbina,karma…
A znameniti bosanskohercegovački jazz pijanist i profesor na Muzičkoj akademiji u Sarajevu, Sinan Alimanović, rekao je: 
…kroz ovu knjigu ostvarujemo uvid u obiteljsko stablo jazz muzike koja se grana i na našim prostorima. Samim tim, ta činjenica ovu knjigu čini sjajnim rezimeom koji će poslužiti generacijama koje tek dolaze u jazz, a ujedno se svojim postojanjem knjiga sama pretvara u umjetničko djelo…